# Floyd Roberts
Floyd Roberts, född den 12 februari 1900 i Jamestown, North Dakota, USA, död den 30 maj 1939 i Indianapolis, Indiana, USA, var en amerikansk racerförare.

## Racingkarriär
Roberts vann Indianapolis 500 1938, vilket var hans enda seger tagen i det amerikanska nationella mästerskapet, och segern gav så många poäng att han kunde köra på säkerhet i säsongens andra tävling och vinna mästerskapet 1938. Roberts förolyckades i Indy 500 året därpå,när han kraschade på banans baksida, och bilen flippade av banan. Roberts dog av de följande hjärnskadorna, och hans död annonserades ut redan innan tävlingen var slut. Rapporter gjorde gällande att det var tänkt att bli Roberts sista tävling.